# 朱鍾鈵
宁化王朱锺鈵（1457年—1508年），明朝宁化僖顺王朱美壤庶次子。晋恭王朱㭎曾孙，明太祖玄孙。明朝第三代宁化王，后被废。

## 生平

### 早年
天顺八年（1464年）四月赐名。初封镇国将军。成化七年（1471年）二月，其父朱美壤去世。朱锺鈵的兄长朱锺錤先前早逝，故朱锺鈵成为其继承人。当月，其尚未受封，在堂兄晋庄王朱锺铉请求下，获賜一年祿米。

### 受封
成化八年（1472年）九月，明宪宗遣英國公張懋、恭順侯吳鑑、駙馬都尉楊偉、遂安伯陳韶、伏羌伯毛銳、清平伯吳璽為正使，吏科給事中梁鏞、戶科給事中施純、禮科給事中黃麟、兵科給事中俞澤、刑科給事中王銓、工科給事中張琳為副使，持節冊封朱锺鈵袭封宁化王。
成化十四年（1478年）四月，宪宗命吳鑑、寧陽侯陳瑛、鎮遠侯顧溥、西寧侯宋愷、成安伯郭鐄、武進伯朱霖、懷柔伯施鑑、崇信伯費淮、豐潤伯曹振、寧晉伯劉福為正使，尚寶司司丞李璋、戶科給事中童柷、禮科給事中馮義、兵科給事中蕭顯、刑科給事中馬中錫、工科給事中王珩、中書舍人楊泰、戶部郎中裴慧、吏部員外郎閻仲、實署員外郎事主事鄭宏為副使，持節冊封西城兵馬副指揮武昭的女儿为宁化王妃。
弘治元年（1488年）九月，因朱锺鈵所请，明孝宗赐其《書詩》《禮記》《三經》及《洪武正韻》等書各一部。

### 获罪被废
朱鍾鈵狎昵太原左衛軍馬健，與其妻妾私通。凡是有姿色的軍人之妻，马健都带去与朱鍾鈵通奸，并留下不遣返。軍人郝俊等不從，朱鍾鈵提金骨朵箠殺之，因此杀了八人，又因为其他事杀九人。惡少張𨭉等十一人皆依附他；他又收父妾李素真為宮人。他与弟弟鎮國將軍朱鍾錥不合，秘密派人毁了朱鍾錥的府门。朱鍾錥于是全数揭发朱鍾鈵各种不法事，朱鍾鈵也弹劾朱鍾錥不孝嫡母、僭服蟒衣、奸通樂婦等事。朱鍾鈵又託舍餘（卫所武官户内除武官以外其他人丁，或卫所军户之家内正军以外的其他人丁，分别称舍人、余丁）李愷偷写朱鍾錥讼词，令教授張珊作辩护词上奏申辩。山西巡撫等官调查得到实情。弘治四年（1491年）十一月，孝宗下诏以朱鍾鈵奸收父妾、強奪人妻、又殘酷箠死多人，革去冠帶、祿米，令戴頭巾閑住；朱鍾錥奸凌樂婦、不能奉母，蔑禮僭分，革去祿米三分之二；都降敕书切責；馬健、張𨭉等十一人處死；千戶閻忠等五人因不能匡正、任其驱使，降一級調貴州都勻衛帶俸食粮差操；李愷及家属發清平衛充軍；教授張珊等二人交按察御史逮捕治罪。
最初各府郡王只有定额校尉随侍，永乐年间朱锺鈵的大伯祖父晋定王朱济熺上奏从自己的三護衛官軍內分一所给其庶弟寧化懿簡王朱济焕，即朱鍾鈵的祖父。朱鍾鈵获罪革爵后，本所官軍也調到衛所。其嫡母趙太妃因為嫡孫朱奇㶏得聖旨掌府事，累次上疏请求留下所調官軍。弘治五年（1492年）三月，孝宗命於正軍內改一百名為校尉以賜朱奇㶏。
朱鍾鈵获罪革爵后，有司請求籍其莊田入官。赵太妃奏请将有人自己耕种的莊田交给官府，而将先朝下敕书赏赐及撥給的留下以为养赡。赵太妃奏称亡夫朱美壤与其三弟镇国将军朱美垎争夺宁化王位不果，两家成仇，所以朱美垎的儿子朱鍾鎎趁朱鍾鈵年幼丧父而诱导他犯罪。六月，孝宗允许将先前下敕书赏赐及撥給的古城、大陵、成聶營三處莊田仍留宁化王府。
朱鍾鈵与堂弟辅国将军朱鍾鉅、朱鍾鎎、朱鍾鉌等互爭其先王所遺莊地二十二頃，长期无果。弘治六年（1493年）四月，巡抚都御史楊澄請求以十一頃給朱鍾鈵，其余分給諸將軍，获准。
朱鍾鈵获罪革爵后，愈发凶残，多次拦截婦女抓入府中，稍不满意就痛加箠楚，将她们砍脚、剃光头发、用袋子装土压脸，前後害死六七人。校尉吳剛、白宗善于逢迎，经常奉令入宮與王妃武氏及婢妾淫乱，一婢不從，就被杀死。趙太妃驚恐成疾而死。朱鍾鈵的生母劉氏飲宴間好言相劝，朱鍾鈵怒而舉酒器向她投掷，劉氏逃跑而免。有陳姓老媼得了疯病，朱鍾鈵将她剥去衣服绑在树上，用燒鐵繩纏着烙。他想和庶母李氏通奸，李氏不從，他就杖打李氏再刺死，又怕事泄，想縱火焚烧其寝宫。他的婢妾不堪其毒，夜间聚集出逃，為巡逻者所獲。鎮守太監劉政、巡撫都御史張敷華、巡按御史白鸞各自奏其事，孝宗命太監羅祿、大理寺丞王鑑之、錦衣衛指揮僉事葉廣前去会同都御史顧佐调查。朱鍾鈵让手下曹錦以重賄寻求脫罪未果。宮人等因为害怕不敢说实情，罗祿等也相信了，上奏时说轻了朱鍾鈵的罪行。朱鍾鈵反誣朱鍾錥與武妃通奸，并痛箠武妃及其子朱奇㶏，劉氏奔来相救，朱鍾鈵咬她的肩，劉氏倒地，朱鍾鈵以杖打伤她的嘴，流血染污了衣服；又逼朱奇㶏作证武妃通奸，箠打他几乎致死。宮人張喜兒等保护朱奇㶏出逃。於是朱鍾鈵的事都暴露，刘政等奏罗祿、王鑑之、葉廣所调查不實，朱鍾鈵也上奏，供词牵连都指揮僉事袁杲、左布政使陳清、按察使李琮、副使陳金。孝宗又命太監陳寬、刑部侍郎戴珊、錦衣衛指揮同知王竚復查得实情，还担心其蒙冤，命廷臣于諸王館会同讯问。这时都察院奏武妃坚持不承认自己通奸，事涉曖昧，劉氏有悔言，而其餘所犯皆属實，請求以國法重處，以為宗藩戒，并彈劾張敷華及罗祿等罪。弘治八年（1495年）十一月，孝宗說朱鍾鈵不孝、淫乱可疑，但閨門不正、違法多端，不宜為一國藩王，降為庶人，送鳳陽高墻內禁錮終身，仍命有司給其薪米；武氏革去妃號，令回府奉養婆婆；逃出的宮婢都杖責送浣衣局；吳剛、白宗蠱惑宗藩、導之為惡，罪重，都處斬；曹錦等八人發邊衛充軍；朱奇㶏情有可憫，姑且恕其罪，不革除宁化长子封号，等請封之日由禮部说明；張敷華、顧佐、白鸞各自罰俸三月；袁杲、陳清、李琮、陳金各罰俸五月；羅祿、王鑑之、葉廣、劉政姑且寬恕。
弘治十年（1497年）八月，因舊擬稅糧太重，孝宗命寧化王府退出屯種地三百一十餘頃給民耕種，其水地畝收稅一斗七合，平地畝五升八合，坡灘等地畝三升，願上折色者依時價徵銀。
弘治十八年（1505年），朱奇㶏病故。十二月，晋端王朱知烊奏称朱奇㶏身后儿子只有三岁，请求赐朱奇㶏的胞弟朱奇津冠带，暫管府事直到朱奇㶏的儿子长成。明武宗同意。
正德元年（1506年）三月，山西太原府有火光大如斗，墜于寧化王府殿前，空中見紅光如彎弓，長六七尺，随即變黃，又變為白，漸長至二十餘丈，光芒亘天，随后不见。
朱鍾鈵原本有二十八頃余的清源縣水屯營定襄縣長安屯莊田，革爵后没入官府为太原左卫屯田。朱鍾鉅、朱鍾鉌请求赐给自己。正德元年（1506年）八月获准，并免除其歲徵屯糧。
正德三年（1508年）三月，朱鍾鈵去世。守備鳳陽太監黄凖上奏其死讯，说其妾胡迎春、宫人陳重陽等应该按例释放。户部同意胡迎春、陳重陽由父母领出，若无父母亲属，再酌情处置。武宗同意，并准朱鍾鈵归葬。

## 身后
正德三年（1508年）四月，朱鍾鈵子朱奇浚入京说其父謫居鳳陽，请求加以恩宥并請求賜自己冠帶、封號、禄米。武宗下旨遣人送還，写信给晋端王朱知烊要他严格管辖，不准其奏，其設謀及與朱奇浚同來者都令巡按御史究治，仍下令此後諸王有私自越關前來的都幽禁于鳳陽，移文各王府長史司告知。五月，朱知烊也请求治朱奇浚越關奏擾之罪，武宗仍告諭他管轄朱奇浚，令山西巡按御史究治朱奇浚同行者王鶴等人的罪行上報。
正德九年（1514年）二月，朱知烊為朱鍾鈵庶長女請封選婚。武宗念她是朱鍾鈵革爵前所生，允许，祿米減三分之一。
虽然先前朱奇㶏保留了宁化长子的封号，但去世后，其子朱表樔只被封为管王府事辅国将军，因为本府没有郡王，不敢请求俸禄，屡次引用例子陈情。事下礼部商议。嘉靖七年（1528年）六月，礼部认为朱奇㶏未被革爵，可以准许朱表樔袭封宁化王。嘉靖八年（1529年）十月，朱表樔受册袭封。
虽然宁化国得以由朱鍾鈵的后代复封，但朱鍾鈵始终没有得到谥号。

## 家庭

### 妻妾
- 王妃武氏
- 妾胡迎春
- 宮人陳重陽
- 宮人李素真，原為其父妾

### 子孫
- 嫡長子：寧化悼康王（追封）朱奇㶏，成化十九年（1483年）四月賜名
  - 庶長子：寧化康和王朱表樔
- 庶次子：朱奇𣵽，成化十九年（1483年）四月賜名[25]
- 第三子：朱奇湳，成化二十二年（1486年）十一月賜名[26]
- 庶四子：朱奇淍，弘治二年（1489年）五月賜名
- 第五子：朱奇浚，弘治二年（1489年）五月賜名[27]
- 嫡六子：朱奇津，弘治六年（1493年）五月賜名
- 庶八子：朱奇涖，弘治六年（1493年）五月賜名[28]
- 嫡九子：朱奇漚，弘治十二年（1499年）七月賜名[29]
- 庶長女